# Otpornik
Otpornik je dvoprilazna, pasivna elektronička komponenta koja pruža otpor struji, pri čemu je odnos između jakosti struje i napona između priključaka u skladu s Ohmovim zakonom. Karakteristična veličina otpornika je električni otpor koji je jednak naponu na otporniku podijeljenom sa strujom koja protječe kroz otpornik. Otpornik se koristi kao element električnih mreža i elektroničkih sklopova. Oznake otpornika u električnim shemama: gore europski i IEC simbol, dolje američki (ANSI) simbol.

## Primjena
- Otpornik se općenito koristi za stvaranje poznatog naponsko-strujnog odnosa u električnim krugovima. Ako je struja u krugu poznata, tada se otpornik koristi za stvaranje poznate razlike potencijala proporcionalne toj struji. Obrnuto, ako je poznata razlika potencijala između dviju točaka u krugu, tada se otpornik može koristiti za stvaranje poznate struje proporcionalne toj razlici potencijala.

- Ograničavanje struje. Postavljanjem otpornika u seriju s nekom drugom komponentom, kao što je svjetleća dioda (LED), struja kroz tu komponentu se ograničava na poznatu i dozvoljenu vrijednost.

- Prigušivač (atenuator) je mreža dva ili više otpornika (djelilo napona) koji služe za smanjenje napona signala.

- Linijski terminator je otpornik na kraju prijenosne linije (kao što je SCSI), konstruiran kao zaključna impendancija (otpor čija vrijednost otpora odgovara otporu ostatka kruga na koji je spojen) i time minimizira refleksiju signala.

## Idealni otpornik
SI jedinica električnog otpora je om (Ω). Komponenta ima otpor od 1 oma ako napon od 1 volt na krajevima elementa rezultira strujom od 1 ampera, koji je ekvivalent toku od 1 kulona električnog naboja (približno 6.241506 × 1018 elektrona) u sekundi. Često se koriste i višekratnici kiloom (1 kΩ = 1000 oma) i megaom (1 MΩ = milijun oma).
Kod idealnog otpornika otpor ostaje konstantan bez obzira na dovedeni napon ili protjecanu struju kroz element ili brzinu promjene struje. Iako stvarni otpornici ne mogu postići ovaj zahtjev, oni su projektirani da imaju male varijacije u električnom otporu kada su podvrgnuti tim promjenama, ili promjenama temperature ili ostalim čimbenicima iz okoline.

### Otpor vodiča
Za izračunavanje otpora vodiča ili nekog drugog elementa čiji otpor želimo izračunati možemo koristiti sljedeći izraz:
{\displaystyle R_{20}=\rho \cdot {l \over A}}
gdje je R20 otpor na 20 °C, ρ specifični električni otpor, l duljina vodiča i A površina poprečnog presjeka vodiča. 

## Neidealne karakteristike
Otpornik ima najveći radni napon i struju iznad koje se otpor može promijeniti (u nekom slučajevima i drastično) ili otpornik može biti fizički oštećen (na primjer može biti pregrijan ili može pregoriti). Iako neki otpornici imaju određenu naponsku i strujnu klasu, većina se razvrstava prema maksimalnoj snazi koja se određuje prema fizičkoj veličini otpornika. Najčešće klase snage za ugljene i metal-film otpornike su 1/8 W, 1/4 W i 1/2 W. Otpornici izrađeni od metal-filmova i ugljenih filmova su mnogo stabilniji, temperaturno i zbog starenja, od ugljenih otpornika. Veliki otpornici mogu disipirati više topline jer imaju veću površinu. Žičani i otpornici omotani pijeskom (keramikom) se koriste kada se traži visoki razred snage.
Nadalje, realni otpornici unose i nešto induktiviteta i malu količinu kapaciteta koji mijenjaju dinamičke karakteristike realnog otpornika u odnosu na idealni otpornik.
Otpornici su elementi čija se svojstva mijenjaju s promjenom temperature. Iako je promjena otpora u odnosu na promjenu temperature vrlo nelinearna, možemo je aproksimirati sljedećim izrazom:
{\displaystyle R_{T}=R_{20}(1+\alpha \cdot \Delta T)=R(T_{0})(1+\alpha \cdot (T-T_{0}))}
gdje je T0 = 20 °C.

## Vrste otpornika

### Fiksni otpornici
Neki otpornici su cilindrični, s aktivnim otpornim materijalom u sredini (maseni otpornik, više se ne koriste) ili na površini cilindra (film) otpornici, i vodljivih metalnih priključaka izvedenih uz os cilindra na svakoj strani. Koriste se ugljen-film i metal-film otpornici. Desna slika pokazuje nekoliko najčešćih vrsta otpornika. Otpornici velike snage dolaze u velikim pakiranjima projektiranim da efikasno disipiraju toplinu. Otpornici za velike snage se obično izvode kao motani otpornici. Otpornici u računalima i ostalim uređajima su obično puno manji, obično izrađeni u SMD kućištima bez žičanih priključaka. Otpornici se ugrađuju u integrirane krugove kao dio tvorničkog postupka, koristeći poluvodič kao otpornik. Najčešće IC koriste tranzistor-tranzistor ili otpornik-tranzistor spoj da se postigne željeni rezultat. Otpornici napravljeni od poluvodičkih materijala se mnogo teže proizvode i zauzimaju mnogo korisne površine čipa.

### Promjenjivi otpornici
Promjenjivi otpornik je otpornik čija se vrijednost može namjestiti okretanjem osovine ili pomicanjem klizača. Zovemo ih i potenciometri ili reostati i omogućuju da se otpor uređaja ručno mijenja. Reostati se koriste za sve otpornike iznad 1/2 vata.
Promjenjivi otpornici mogu biti jeftini jednookretajnog tipa ili višeokretnog tipa s helikoidalnim elementom. Neki promjenjivi otpornici mogu biti montirani na mehanički pokazivač koji broji okretaje.
Promjenjivi otpornici mogu ponekad biti nepouzdani zbog toga što žica ili metal mogu tokom vremena zahrđati ili se istrošiti. Neki moderni promjenjivi otpornici koriste plastične materijale koji ne oksidiraju i imaju bolju otpornost na habanje.
Najčešći primjeri:
- Reostat: promjenjivi otpornik s dva priključka, jedan fiksni, a drugi klizni. Koristi se za velike struje.
- Potenciometar: najčešći tip promjenjivog otpornika. Jedna česta primjena je kontrola jačine glasa u audio pojačalima i ostalim vrstama pojačala.

### Ostali tipovi otpornika
- Metal oksidni varistor (MOV) je specijalni tip otpornika koji mijenja svoj otpor s porastom napona: vrlo veliki otpor na niskom naponu (ispod okidnog napona) i vrlo niski otpor na visokim naponima (iznad okidnog napona). Radi kao prekidač. Obično se koristi kao zaštita energetskih sklopova od kratkog spoja ili odvodnik munje na uličnim svjetiljkama, ili kao element za ograničavanje porasta struje u induktivnim krugovima.
- Termistor je temperaturno ovisan otpornik. Postoje dvije vrste, klasificiraju se prema predznaku njihovog temperaturnog koeficijenta:
  - PTC (eng. Positive Temperature Coefficient) otpornik je otpornik s pozitivnim temperaturnim koeficijentom. Kako raste temperatura tako se i otpor PTC-a povećava. PTC-i se često mogu naći u televizorima u serijskom spoju s demagnetizirajućim namotom gdje se koriste za osiguravanje kratkotrajnog strujnog udara kroz zavojnicu kada je televizor uključen.
  - NTC (eng. Negative Temperature Coefficient) otpornik je također temperaturno ovisan otpornik, ali s negativnim temperaturnim koeficijentom. Kada se temperatura povećava otpor NTC-a pada. NTC-i se često koriste u jednostavnim temperaturnim detektorima i mjernim instrumentima.
- Senzistor je baziran na poluvodičkom otporu s negativnim temperaturnim koeficijentom, koristan je za kompenzaciju temperaturno uzrokovanih efekata u elektroničkim krugovima.
- Fotoosjetljivi otpornik je objašnjen u članku o fotootporniku.
- Sve žice, osim supravodiča, imaju neki otpor, temeljen na površini poprečnog presjeka i vodljivosti materijala od kojega su napravljene.

## Prepoznavanje otpornika
Većina cilindričnih otpornika ima uzorak obojanih crta za označavanje otpora. SMD otpornici imaju numerički uzorak. Kućišta su obično smeđa, plava, ili zelena, iako se povremeno mogu naći i boje kao tamnocrvena i tamnosiva.

### 4 tračni cilindrični otpornici
Identifikacija s 4 pruge u boji je najčešće korišteni način kodiranja vrijednosti na svim otpornicima. Sastoji se od četiri trake u boji koje su obojane oko tijela otpornika. Shema je jednostavna: Prva dva broja su prve dvije značajnije znamenke vrijednosti otpornika, treća je množitelj, i četvrta je vrijednost tolerancije. Svaka boja odgovara određenom broju, kao što je prikazano u donjoj tablici. Tolerancije za ovakve otpornike su 2%, 5% ili 10%.
Tablica standardnih EIA kodova boja po EIA-RS-279 glasi:
| Boja       | 1. traka | 2. traka | 3. traka(Množitelj) | 4. traka (tolerancija) | Temperaturni koeficijent |
| ---------- | -------- | -------- | ------------------- | ---------------------- | ------------------------ |
| Crna       | 0        | 0        | ×100                |                        |                          |
| Smeđa      | 1        | 1        | ×101                | ±1% (F)                | 100 ppm                  |
| Crvena     | 2        | 2        | ×102                | ±2% (G)                | 50 ppm                   |
| Narančasta | 3        | 3        | ×103                |                        | 15 ppm                   |
| Žuta       | 4        | 4        | ×104                |                        | 25 ppm                   |
| Zelena     | 5        | 5        | ×105                | ±0.5% (D)              |                          |
| Plava      | 6        | 6        | ×106                | ±0.25% (C)             |                          |
| Ljubičasta | 7        | 7        | ×107                | ±0.1% (B)              |                          |
| Siva       | 8        | 8        | ×108                | ±0.05% (A)             |                          |
| Bijela     | 9        | 9        | ×109                |                        |                          |
| Zlatna     |          |          | ×0.1                | ±5% (J)                |                          |
| Srebrna    |          |          | ×0.01               | ±10% (K)               |                          |
| Bez boje   |          |          |                     | ±20% (M)               |                          |

Napomena: crvena i ljubičasta su dugine boje gdje crvena ima manju energiju, a ljubičasta ima veću energiju.
Otpornici imaju konkretne vrijednosti, koje su određene njihovim tolerancijama. Te se vrijednosti ponavljaju za svaki eksponent; 6.8, 68, 680, itd. Ovo je korisno zbog toga što će znamenke, ustvari prve dvije ili tri pruge, uvijek biti ista kombinacija boja, što ih čini jednostavnijima za raspoznavanje.

### Povlaštene vrijednosti
Standardni otpornici se proizvode u vrijednostima od nekoliko milijuna do otprilike gigaoma; samo je određeno područje vrijednosti, koje zovemo povlaštene vrijednosti, dostupno. U praksi, diskretna komponenta koju kupujemo kao otpornik nije, kao što je prethodno rečeno, savršen otpornik. Otpornici se često označavaju s njihovim tolerancijama (maksimalna očekivana varijanca od označene vrijednosti). Kod označavanja otpornika bojama zadnja desna traka označava toleranciju:
srebrna 10%
zlatna 5%
crvena 2%
smeđa 1%.
Mogu se naći i otpornici s manjim tolerancijama koje zovemo precizni otpornci.

### 5 tračni cilindrični otpornici
5 tračna identifikacija se koristi kod otpornika s manjim tolerancijama (1%, 0.5%, 0.25% i 0.1%), za zapisivanje dodatne znamenke. Prve tri trake predstavljaju značajnije znamenke, četvrta je množitelj, a peta je tolerancija. 5 tračni standard označavanja tolerancija otpornika se rjeđe može naći, uglavnom na starijim ili specijalnim otpornicima. Mogu se prepoznati koristeći standardne boje za tolerancije 4 tračnih otpornika. U tom slučaju 5. traka predstavlja temperaturni koeficijent.

### SMD otpornici
SMD (eng. Surface Mount Device) otpornici imaju ispisane numeričke vrijednosti na isti način kao kod cilindričnih otpornika. SMD otpornici sa standardnim tolerancijama se označavaju s troznamenkastim kodom, u kojem prve dvije znamenke predstavljaju prve dvije značajnije znamenke vrijednosti, dok je treća znamenka potencija broja 10 (odnosno množitelj). Na primjer, 472 predstavlja 47 (prve dvije znamenke) pomnoženo s deset na potenciju 2 (treća znamenka), tj. 47 × 102 = 47 × 100 = 4700 Ω = 4,7 kΩ. Precizni SMD otpornici se označavaju s četveroznamenkastim kodom u kojem su prve tri znamenke ujedno i prve tri značajnije znamenke vrijednosti, a četvrta znamenka je potencija broja 10.

### Industrijske oznake
| Oznaka klase | Klasa snage (Vat) | MIL-R-11 klasa | MIL-R-39008 klasa |
| ------------ | ----------------- | -------------- | ----------------- |
| BB           | 1/8               | RC05           | RCR05             |
| CB           | 1/4               | RC07           | RCR07             |
| EB           | 1/2               | RC20           | RCR20             |
| GB           | 1                 | RC32           | RCR32             |
| HB           | 2                 | RC42           | RCR42             |
| GM           | 3                 | -              | -                 |
| HM           | 4                 | -              | -                 |

| Industrijska oznaka | Tolerancija | Vojna oznaka |
| ------------------- | ----------- | ------------ |
| 5                   | ±5%         | J            |
| 2                   | ±20%        | -            |
| 1                   | ±10%        | K            |
| -                   | ±2%         | G            |
| -                   | ±1%         | F            |
| -                   | ±0.5%       | D            |
| -                   | ±0.25%      | C            |
| -                   | ±0.1%       | B            |

Prema području radne temperature razlikujemo komercijalnu, industrijsku i vojnu klasu komponenata.
- Komercijalna klasa:  0 °C to 70 °C
- Industrijska klasa:  -25°C to 85°C
- Vojna klasa: -25 °C to 125 °C

## Proračuni

### Ohmov zakon
Odnos između napona, otpora i struje kroz element dan je jednostavnom formulom poznatom pod nazivom Ohmov zakon:
{\displaystyle U=I\cdot R}
gdje je U napon na elementu u voltima (u Americi, V), I je struja kroz element u amperima, i R je otpor u omima. (Ovo je samo pojednostavljenje originalnog Ohmovog zakona, za više informacija pogledaj članak o Ohmovom zakonu). Ako su U i I linearno povezani -- ako je R konstantan -- na određenom području vrijednosti, kažemo da je materijal na tom području omski. Savršeni otpornik ima fiksnu vrijednost otpora na svim frekvencijama i amplitudama napona ili struje.
Supravodljivi materijali na vrlo niskim temperaturama imaju otpor jednak nuli. Izolatori (kao što su zrak, dijamant, ili ostali nevodljivi materijali) mogu imati ekstremno (ali ne beskonačno) visok otpor, koji se može probiti i tako dozvoliti veliki tok struje u skladu s dovoljno velikim naponom.

### Disipacija snage
Snaga disipirana (potrošena) na otporniku jednaka je naponu na otporniku pomnoženom sa strujom kroz otpornik:
{\displaystyle P=I\cdot U=I^{2}R={\frac {U^{2}}{R}}}
Sva tri izraza su ekvivalentna, zadnja dva su izvedena iz prvog korištenjem Omovog zakona.
Ukupan iznos oslobođene toplinske energije je integral snage po vremenu:
{\displaystyle W=\int _{t_{1}}^{t_{2}}u(t)i(t)\,dt}
Ako prosječna disipirana snaga premaši klasu snage otpornika najprije dolazi do odstupanja otpora u odnosu na nominalnu vrijednost, a kasnije i do uništenja (pregaranja) zbog pregrijavanja.

### Serijski i paralelni spoj
Otpornici u paralelnom spoju imaju istu razliku potencijala (napon) na svojim izvodima. Za izračunavanje ukupnog ekvivalentnog otpora (Req):
{\displaystyle {\frac {1}{R_{\mathrm {eq} }}}={\frac {1}{R_{1}}}+{\frac {1}{R_{2}}}+\cdots +{\frac {1}{R_{n}}}}
Zapis paralelnog spoja se u jednadžbama može prikazati kao dvije vertikalne linije || (isto kao u geometriji), čime se pojednostavljuje jednadžba. Za dva otpornika,
{\displaystyle R_{\mathrm {eq} }=R_{1}\|R_{2}={R_{1}R_{2} \over R_{1}+R_{2}}}
Struja kroz otpornike spojene u seriju ostaje ista, ali napon na pojedinom otporniku može biti različit. Suma razlika potencijala (napon) jednaka je ukupnom naponu. Određivanje ukupnog otpora:
{\displaystyle R_{\mathrm {eq} }=R_{1}+R_{2}+\cdots +R_{n}}
Otpornička mreža, kombinacija paralela i serija, se ponekad može rastaviti na manje dijelove koji su ili paralele ili serije. Na primjer,
{\displaystyle R_{\mathrm {eq} }=\left(R_{1}\|R_{2}\right)+R_{3}={R_{1}R_{2} \over R_{1}+R_{2}}+R_{3}}
Svejedno mnoge otporničke mreže ne možemo rastaviti na ovaj način. Razmotrimo kocku, čiji je svaki brid zamijenjen otpornikom. Na primjer, određivanje otpora između dva suprotna vrha u općem slučaju traži matričnu metodu rješavanja. Ipak, ako je svih dvanaest otpornika isto, onda je otpor od vrha do suprotnog vrha jednak 5/6 otpora pojedinog otpornika.

### Vodljivost
Vodljivost je recipročna vrijednost otpora:
{\displaystyle G={1 \over R}}

## Tehnologija
Otpornici se obično proizvode namatanjem metalne žice oko keramike, plastike, ili oko staklenog vlakna. Krajevi žica se zaleme na dva izvoda koji se nalaze na krajevima jezgre. Sklop se zaštiti slojem boje, plastikom ili slojem emajla pečenog na visokoj temperaturi. Žičani izvodi obično imaju promjer između 0.6 i 0.8 mm i presvučeni su zaštitnim slojem da se omogući lakše lemljenje.
Uz opisane vrste otpornika namijenjene elektronici, u regulaciji uređaja jake struje (npr. regulaciji snage dizaličnih elektromotora, elektro-viljuškara i dr.) susreću se i otpornici za velike snage. Uobičajeno se izvode iz limenih ploča pakovanih u prozračne metalne kutije ili ormariće koje omogućuju efikasno hlađenje. Specifičnim slučajem otpornika u širem smislu riječi možemo smatrati različite soli za elektrootporne metalurške i slične peći.  
Na kraju, otpornikom se mogu smatrati i različite vrste grijaćih elemenata uobičajeno iz spiralno motane otporne žice razapete preko izolirajućih potpornih elemenata ili uložene u bakrene cijevi punjene izolirajućim punjenjem. Takvi grijači elementi imaju široku primjenu u industrijskoj i kućanskoj tehnici i ugrađuju se u peći i pećnice, glačala, perilice rublja, perilice posuđa i druge uređaje.